# Ordre de bataille lors de la bataille de Stalingrad
 (mars 2011).
Si vous disposez d'ouvrages ou d'articles de référence ou si vous connaissez des sites web de qualité traitant du thème abordé ici, merci de compléter l'article en donnant les références utiles à sa vérifiabilité et en les liant à la section « Notes et références ».
Ce qui suit est l'ordre de bataille des forces militaires en présence lors de la bataille de Stalingrad, qui eut lieu entre le 17 juillet 1942 et le 2 février 1943 sur le front de l'Est durant Seconde Guerre mondiale.
La bataille de Stalingrad s'étale sur plus de 6 mois. L'ampleur des pertes qui font disparaitre des unités complètes dans les deux camps et du côté soviétique l'arrivée régulière de renforts, modifient fortement les forces en présences au cours de la bataille.

## Ordre de bataille soviétique

### Bataille de la boucle du Don
- Front du sud ouest dissout le 20 juillet.
  - 38e armée sera intégrée aux 62 & 64e armées.
  - 28e armée sera intégrée aux 62 & 64e armées.
  - 21e armée intégrée au front de Stalingrad (voir ci-dessous).
- Front de Stalingrad, créé le 12 juillet (Timochenko puis Gordov à partir du 21 juillet).
Il est à noter que les 62e, 63e et 64e armées sont issues des réserves de la Stavka et font leur baptême du feu, elles sont composées de divisions à effectifs incomplets et ne sont que partiellement déployées en juillet lors des premiers affrontements.
  - 63e armée (Kouznetsov), aile nord du front, ne sera pas impliquée dans les combats de l’été 1942.
  - 21e armée (Danilov) reçue de la dissolution du front du sud ouest le 20 juillet, couvre le nord du Don entre la 63e au nord est et la 62e au sud, qui défend la boucle du Don.
  - 62e armée (Kolpaktchi) du 10 juillet au 2 août puis Lopatine jusqu’au 5 septembre puis Krylov jusqu’au 12 septembre puis Tchouikov jusqu’à la fin de la guerre à l’exception d’un intérim de Maslennikov en octobre novembre 1943).
  - 64e armée (Gordov jusqu’au 21 juillet puis Choumilov à partir d’août, Tchouïkov commandant en second assura le commandement durant l'intérim).
- 8e armée aérienne (T.T. Khrioukine)

S’y ajoutent pour la contre offensive du 27 juillet :
- - 1re armée de chars (Moskalenko)
    - 13e corps de chars
    - 28e corps de chars
    - 131e division de fusiliers
    - 1 brigade de chars

  - 4e armée de chars (Krioutchenkine (en))
    - 22e corps de chars
    - 23e corps de chars
    - 18e division de fusiliers (ru)
    - 1 brigade de chars

  - 51e armée (Kolomiets)

### Bataille pour les abords de Stalingrad
- Front de Stalingrad (Vassili Gordov)
  - 63e armée (Kouznetsov)
  - 21e armée (Danilov)
  - 62e armée (Lopatine)
  - 4e armée blindée (Kriouchenkine)

Renforcé fin aout-début septembre par 3 armées de réserve pour les contre-attaques de Joukov au nord de la ville :
- - 1re armée de la garde (Moskalenko, après dissolution de la 1e armée de tanks)[réf. nécessaire]
  - 24e armée (Koslov)
  - 66e armée (en) (Malinovski)
- Front du sud est (Eremenko)
  - 64e armée (Choumlilov)
  - 57e armée
  - 51e armée (Kolomiets)
  - 1re armée blindée (Moskalenko)

Renforcé par 7 divisions sibériennes des réserves de la Stavka

### Les forces soviétiques de la contre-offensive (19-20 novembre)[1]
- 21e armée
- 24e armée
- 57e armée
- 65e armée
- 66e armée (en)
- 5e armée de chars (17 divisions de fusiliers, 5 divisions de cavalerie, 2 divisions de cavalerie motorisée, 8 brigades de chars, 8 brigades mécanisées)
- 51e armée (4 divisions de fusiliers, 2 brigades de chars)

## Forces allemandes
L'offensive sur Stalingrad était menée par le Groupe d'Armées B sous le commandement du colonel-général von Weichs. 

Il était composé de la VIe armée (Paulus), la IVe armée cuirassée (Hoth), IIIe Armée roumaine, VIIIe Armée italienne et la IIe Armée hongroise. 

Paulus avait pour consigne de se diriger droit sur Stalingrad et de la prendre d'assaut. 

La IVe Armée blindée de Hoth était censée le couvrir sur le flanc sud en compagnie de la VIIIe Armée italienne. 

Le flanc nord de la VIe Armée était censé être couvert par la IIIe Armée roumaine. 

Comme le gros de l'offensive reposait sur les épaules de la VIe Armée, cette dernière reçut en renforts au cours de l'été les 305e, 371e, 376e, 384e et 389e divisions d'infanterie ainsi que les 23e et 24e divisions blindées

La IVe Armée reçut pour son compte la  division motorisée « Gross Deutschland ».

### À l'été 1942
En juillet 1942, la VIe Armée était composée des unités suivantes :
- XXIXe corps d'armée (général Hans von Obstfelder) (cédé à la 8e Armée italienne le 11 aout)
  - 336e Division d'infanterie
  - 75e Division d'infanterie
  - 294e Division d'infanterie
- XVIIe corps d'armée (général Karl-Adolf Hollidt) 
  - 384e Division d'infanterie donnée au VIII Armeekorps
  - 79e Division d'infanterie
- VIIIe corps d'armée (général Walter Heitz) 
  - 376e Division d'infanterie
  - 389e Division d'infanterie
  - 113e Division d'infanterie donnée au XVII Armeekorps mi août.
- XXXXe corps blindé (général Stumme) → donné au groupe A entre le 7 et le 12 juillet 1942
  - 3e Panzerdivision
  - 23e Panzerdivision
  - 29e division d'infanterie motorisée
- LIe corps d'armée (général von Seydlitz) 
  - 44e Division d'infanterie
  - 79e Division d'infanterie
  - 297e Division d'infanterie
  - et les restes des 294e et 305e Divisions d'infanterie.
- XIVe corps blindé (Général Gustav Anton von Wietersheim) reçu le 19/07
  - 16e Panzerdivision
  - 3e division d'infanterie motorisée
  - 60e division d'infanterie motorisée
- XXIVe corps blindé prêté par la 4. Panzerarmee du 19/07/1942 au 05/08/1942
  - 24e Panzerdivision
  - ID

### Après l'offensive du 19 novembre
Après l'offensive du 19 novembre (Opération Uranus), le Groupe d'Armées B ne comprenait plus que la 2e Armée allemande, la 2e Armée hongroise et la 8e Armée italienne. Le Groupe d'armées Don était créé. Il était composé des 6e (Paulus) et 4e (Hoth) Armées allemandes, et de la 3e Armée roumaine. Il était commandé par le Maréchal von Manstein. Il reçut en renforts la 5e Panzerdivision SS Wiking qui était détaché du Groupe d'armées A. 
En novembre 1942, la Wehrmacht avait déployé, sous le commandement de Friedrich Paulus, la 6e armée allemande, composée de :
IVe Armée blindée (colonel-général Hermann Hoth)
- Panzergrenadier division Grossdeutschland
- 16e division motorisée
- 29e division d'infanterie motorisée
- 397e division d'infanterie
- 361e division d'infanterie

VIIIe Corps d'armée
- 76e division d'infanterie
- 113e division d'infanterie

XIe Corps d'armée
- 44e division d'infanterie
- 376e division d'infanterie
- 384e division d'infanterie

XIVe Corps d'armée
- 3e division d'infanterie motorisée
- 60e division d'infanterie motorisée
- 16e division blindée

LIe Corps d'armée
- 71e division d'infanterie
- 79e division d'infanterie
- 94e division d'infanterie
- 100e division de chasseurs (Jäger-Division)
- 295e division d'infanterie
- 305e division d'infanterie
- 389e division d'infanterie
- 14e division blindée
- 24e division blindée

Luftwaffe
- IVe flotte aérienne commandée par le colonel-général Baron von Richthofen
- IXe div. de DA (troupes au sol : W.Pickert

VIIIe Corps aérienFiebig
Sapeurs
5e organisation (troupes sous le sol)